# Primer setge d'Alacant de 1706
El Setge d'Alacant fou un dels episodis de la Guerra de Successió Espanyola, en la qual els aliats van assetjar Alacant l'estiu de 1706.
L'agost del 1705 l'arxiduc embarca a Lisboa en direcció al Mediterrani. S'atura a Altea on és proclamat rei i la revolta valenciana dels maulets s'expandeix liderada per Joan Baptista Basset. Mentrestant, encoratjats constantment pel príncep Jordi de Darmstadt, escamots armats barren el pas als borbònics a la plana de Vic i en la Batalla de Montjuïc capturen la fortalesa, que seria fortificada i usada per bombardejar la ciutat de Barcelona, que envoltada de les tropes aliades va capitular el 9 d'octubre de 1705, de manera que el 22 d'octubre entra a Barcelona l'Arxiduc Carles, que el 7 de novembre de 1705 jura les constitucions catalanes, nomenat Carles III. A final d'any, l'arxiduc ja controla la major part de Catalunya i el Regne de València
A principi de 1706, Alacant era l'única ciutat del Regne de València en mans borbòniques, i la seva ocupació era d'importància estratègica, doncs el seu port tenia bones defenses i estava situat en bona posició per abastir l'exèrcit que havia d'ocupar Madrid.
La intervenció de Luis Belluga y Moncada va evitar l'ocupació austriacista de la ciutat. Després del fracàs del setge d'Alacant, el mateix gener de 1706, Jaume Rosell de Rocamora i Ruíz, marquès de Rafal, va recuperar Sant Joan d'Alacant, Busot, Mutxamel, el Palamó, Agost, Montfort i Novelda.